# Haller Kreisblatt

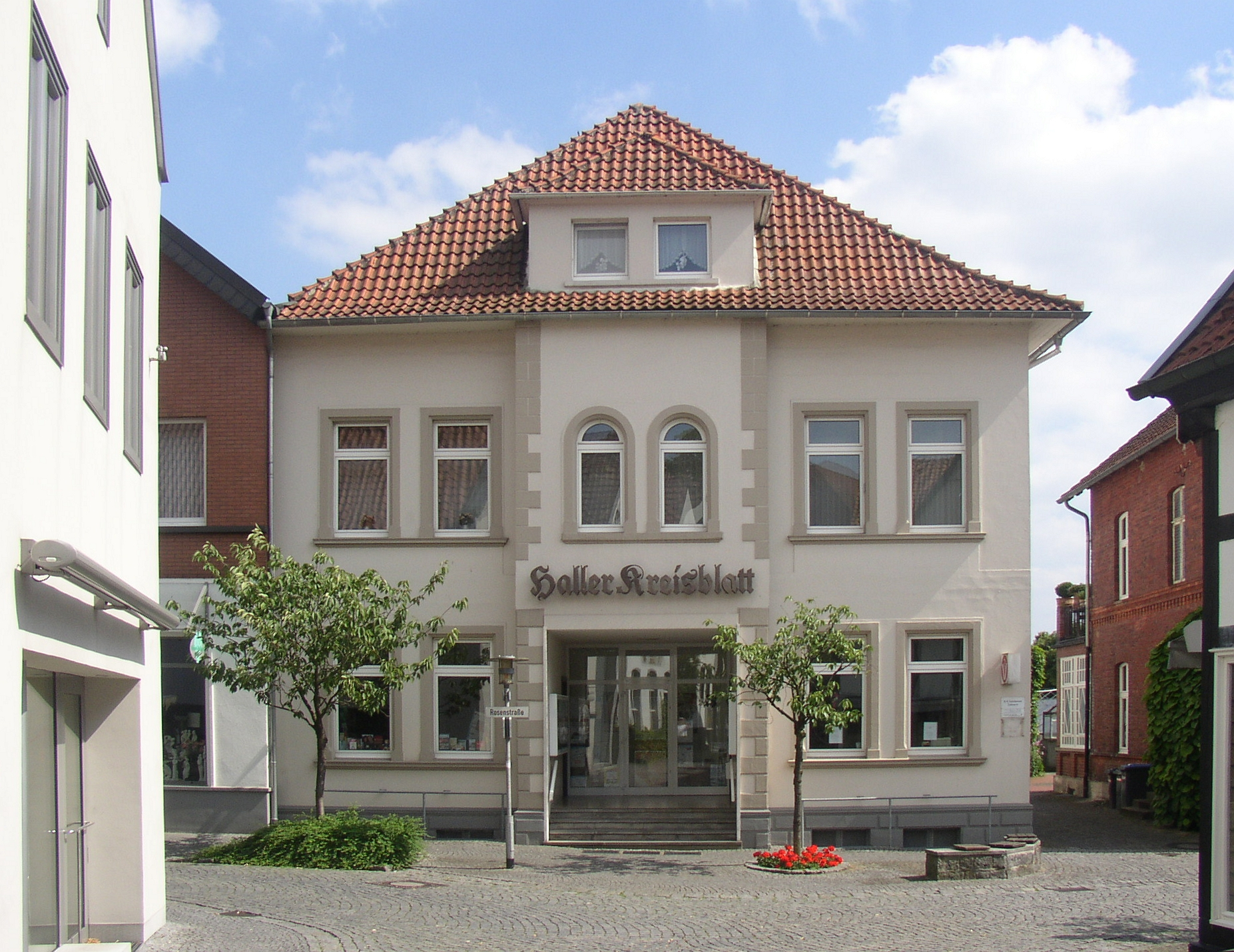
Hauptgeschäftsstelle

Das Haller Kreisblatt, kurz HK, ist eine 1882 gegründete lokale Tageszeitung für den Altkreis Halle (Westfalen), der seit 1973 in den Kreis Gütersloh aufging. Der Verlag hat seinen Sitz in Halle (Westf.), Ortsteil Gartnisch und ist der einzige Tageszeitungsverlag mit Sitz im Kreis Gütersloh.
Das Haller Kreisblatt berichtet von Montag bis Samstag aus den Orten Halle, Borgholzhausen, Steinhagen, Versmold und Werther. Den Mantel übernimmt es von der Bielefelder Tageszeitung Neue Westfälische, mit der seit vielen Jahrzehnten in einer Anzeigen- und Redaktionsgemeinschaft kooperiert wurde. Die Zeitung selbst wurde aber bis Ende 2020 als Familienbetrieb selbständig und unabhängig geführt. Zum 1. Januar 2021 wurde das Haller Kreisblatt von der Neuen Westfälischen vollständig übernommen. Der Geschäftsführer der NW-Mediengruppe, Klaus Schrotthofer, kündigte an, dass das Haller Kreisblatt als eigenständiger Titel erhalten bleibt.
Die Zeitung wurde bis zum 31. Mai 2021 von der eigenen Tochterfirma Küster-Pressedruck GmbH & Co. KG in Bielefeld-Sennestadt gedruckt. Seit dem 1. Juni 2021 wird sie nach deren Schließung in Osnabrück gedruckt.
Das Haller Kreisblatt galt als eher konservativ. Es ist mit vier Prozent an Audio Media Service – dem lokalen Sender Radio Gütersloh – beteiligt. Die Zeitung konkurriert in ihrem Verbreitungsgebiet, dem nördlichen Kreis Gütersloh, mit dem in Bielefeld ansässigen Regionalzeitungsverlag Westfalen-Blatt. Laut IVW ist das Haller Kreisblatt die mit Abstand führende Tageszeitung für den Altkreis Halle.

## Auflage
Das Haller Kreisblatt hat wie die meisten deutschen Tageszeitungen in den vergangenen Jahren an Auflage eingebüßt. Seit dem ersten Quartal 2021 werden die Auflagenzahlen nicht mehr der IVW gemeldet. Die zuletzt gemeldete verkaufte Auflage im vierten Quartal 2020 betrug 10.473 Exemplare.
| 1998  | 1999  | 2000  | 2001  | 2002  | 2003  | 2004  | 2005  | 2006  | 2007  | 2008  | 2009  | 2010  | 2011  | 2012  | 2013  | 2014  | 2015  | 2016  | 2017  | 2018  | 2019  | 2020  | 2021 | 2022 | 2023 | 2024 |
| ----- | ----- | ----- | ----- | ----- | ----- | ----- | ----- | ----- | ----- | ----- | ----- | ----- | ----- | ----- | ----- | ----- | ----- | ----- | ----- | ----- | ----- | ----- | ---- | ---- | ---- | ---- |
| 13372 | 13490 | 13173 | 12920 | 13070 | 12757 | 12591 | 12458 | 12213 | 12124 | 12019 | 11922 | 11839 | 11620 | 11712 | 11515 | 11213 | 11045 | 10877 | 11216 | 10912 | 10571 | 10473 |      |      |      |      |

## Weitere Publikationen
- Unsere Heimat im Spiegel der Geschichte – Sonderausgabe zum 100-jährigen Jubiläum
- Die Welt des Steinhägers
- Rund um Werther – Radwanderführer für die Stadt Werther
- Werther Aktuell – Anzeigenblatt für die Stadt Werther
- Pium Aktuell – Anzeigenblatt für die Stadt Borgholzhausen
- Versmold Aktuell – Anzeigenblatt für die Stadt Versmold